# Kuća Andrić u Splitu
Kuća Andrić je kuća u Splitu, Hrvatska. Nalazi se na Poljani kraljice Jelene bb, blizu Srebrnih vrata Dioklecijanove palače.
Zgrada je dvokatna. Klasicističkog je sloga. Projektirao ju je 1836. godine poznati hrvatski konzervator i arhitekt Vicko Andrić. Namjena je bila biti Klasičnom gimnazijom. Ova je dvokatnica nastala pregradnjom nekoliko srednjovjekovnih kuća, a oslanja se na istočni zid Dioklecijanove palače. U kući Andrić je danas smještena Galerija Emanuela Vidovića.

## Zaštita
Pod oznakom Z-6966 zavedena je kao nepokretno kulturno dobro - pojedinačno, pravna statusa zaštićena kulturnog dobra, klasificirano kao profana graditeljska baština.